# 覺悟日報
，（羅馬化：Dainik Jagran） 又译《觉悟日报》，是印度印地语每日新聞報紙。  2016年发行量排名世界第5 、印度第2。根據印度讀者調查，2019 年第四季，覺悟日報的总读者人数为68.6億。 它由一家在孟买证券交易所和印度国家证券交易所上市的出版社Jagran Prakashan Limited 所擁有。

## 历史
《覺悟日報》成立于英屬印度，當時的印度仍奮力争取自由。该报于 1942 年由普蘭·錢德拉·古普塔、JC Arya和Gurudev创办，后来由納倫德拉·莫漢编辑。 《覺悟日報》的首個版本是在占西出版，1947年（5年後）推出坎普尔版。及后，雷瓦和博帕爾的版本亦分别于 1953年和1956年推出。 2003 年，其增加了其他几个城市版本，这些城市包括兰契、詹谢普尔、丹巴德、帕尼帕特和巴加尔普尔。 2004年，其還推出了哈爾德瓦尼和盧迪亞納版本。2005年，其亦推出城市穆扎夫法爾普爾、賈姆穆和達蘭薩拉的版本。 

## 批評
《覺悟日報》对德里的暴力事件保持沉默，并被指控壓抑事件。 
《覺悟日報》还被指控为支持印度人民黨政府，而於報導中进行虚假陳述。其发布了一条关于哈斯拉斯轮奸和谋杀事件的新闻，宣稱該事件是一起虚假的强奸案，并试图为强奸犯辩护。后来，其被印度中央調查局驳斥，指当时确实发生了轮奸，而国家试图掩盖事实。 
《覺悟日報》亦被指对印度数学家和教育家阿南德·庫馬爾發起诽谤行動，《覺悟日報》发布有關阿南德的教育機構机构Super 30之虚假消息。 